# Осовець (Лодзинське воєводство)
Осовець (пол. Osowiec) — село в Польщі, у гміні Пенчнев Поддембицького повіту Лодзинського воєводства.
Населення — 57 осіб (2011).
У 1975-1998 роках село належало до Серадзького воєводства.

## Демографія
Демографічна структура станом на 31 березня 2011 року:
|          | Загалом | Допрацездатний вік | Працездатний вік | Постпрацездатний вік |
| -------- | ------- | ------------------ | ---------------- | -------------------- |
| Чоловіки | 27      | 5                  | 18               | 4                    |
| Жінки    | 30      | 3                  | 18               | 9                    |
| Разом    | 57      | 8                  | 36               | 13                   |